# Emilia Knausówna
Emilia Knausówna (ur. 23 stycznia 1883 w Krakowie, zm. 23 stycznia 1924 tamże) – polska malarka, córka Karola Knausa i Anny z d. Meyer.

## Życiorys
W latach 1898–1901 była uczennicą Szkoły Malarstwa dla Kobiet Teofili Certowiczówny. Studiowała u Jacka Malczewskiego, Jana Stanisławskiego i Włodzimierza Tetmajera. Studia ukończyła z wyróżnieniem.
Po ukończeniu studiów zwiedziła Włochy, Francję, Niemcy, Austrię i Szwajcarię. Była członkinią grupy "Zero" i Koła Artystek Polskich w Krakowie. W latach 1914–15 mieszkała i tworzyła w Wiedniu. 
Uprawiała malarstwo sztalugowe, malowała portrety, pejzaże górskie, martwe natury, kwiaty. Opracowała cykl rysunków o tematyce legionowej. Wystawiała w Warszawie, Krakowie, Poznaniu, Wiedniu, Odessie, Kijowie. 
Wystawiała swoje obrazy na wielu krakowskich salonach sztuki, a także w Warszawie w salonie Aleksandra Krywulta, w Wiedniu, Lwowie i Odessie. Jej dzieła znajdują się w zbiorach Zamku Królewskiego na Wawelu, Lwowskiej Galerii Obrazów, Muzeum Okręgowe im. Leona Wyczółkowskiego w Bydgoszczy oraz w prywatnych kolekcjach.

## Galeria

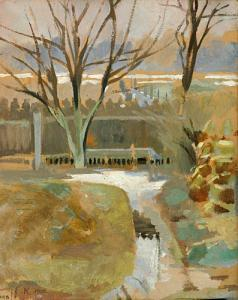
Pejzaż ze strumieniem, 1905
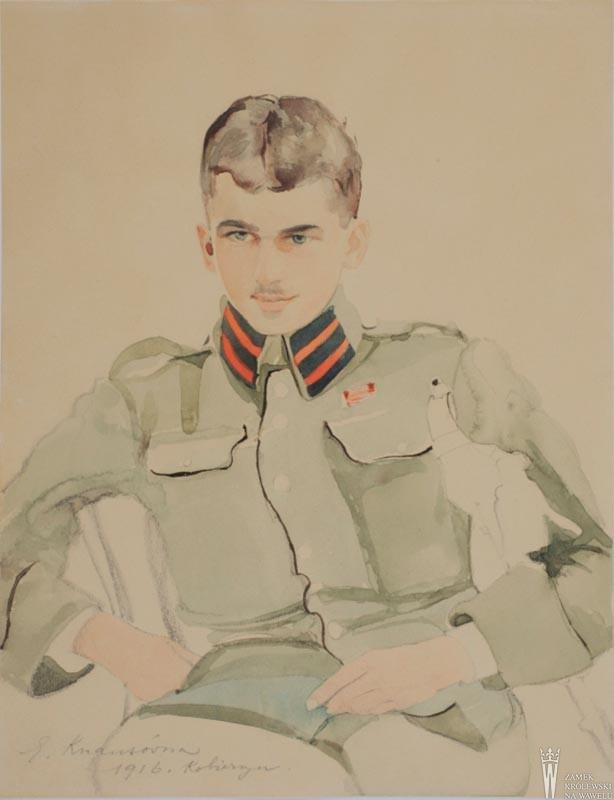
Portret kaprala Władysława Passendorfera, 1915
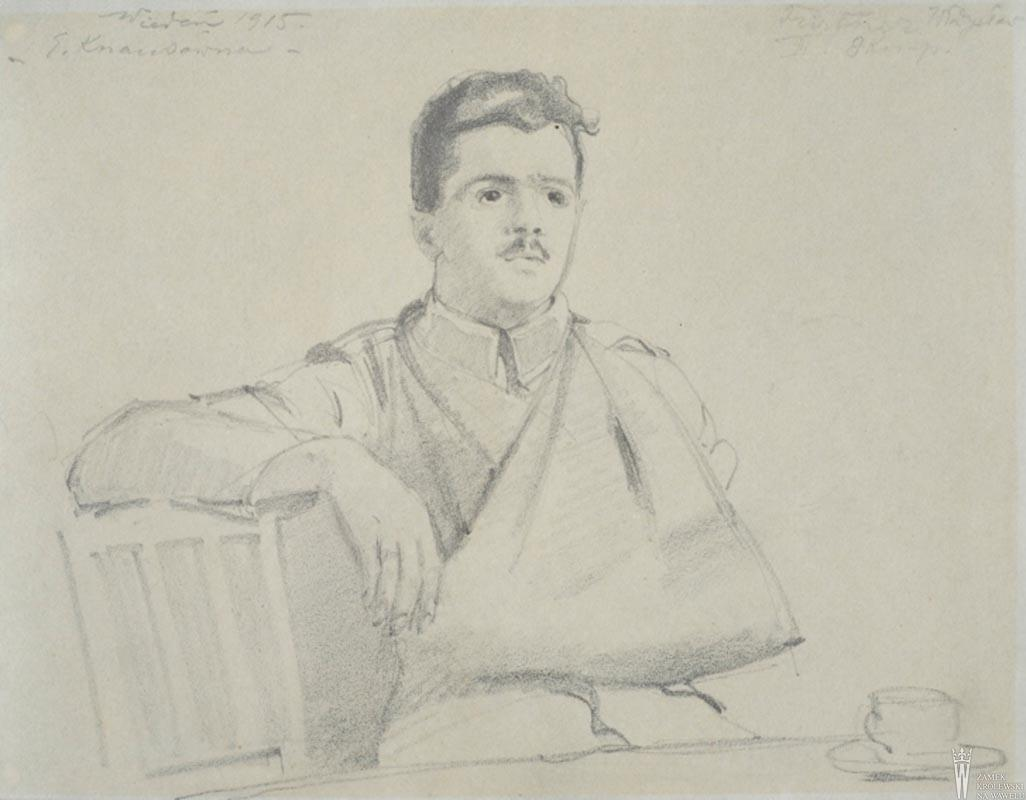
Portret legionisty Władysława Fürtnera, 1915
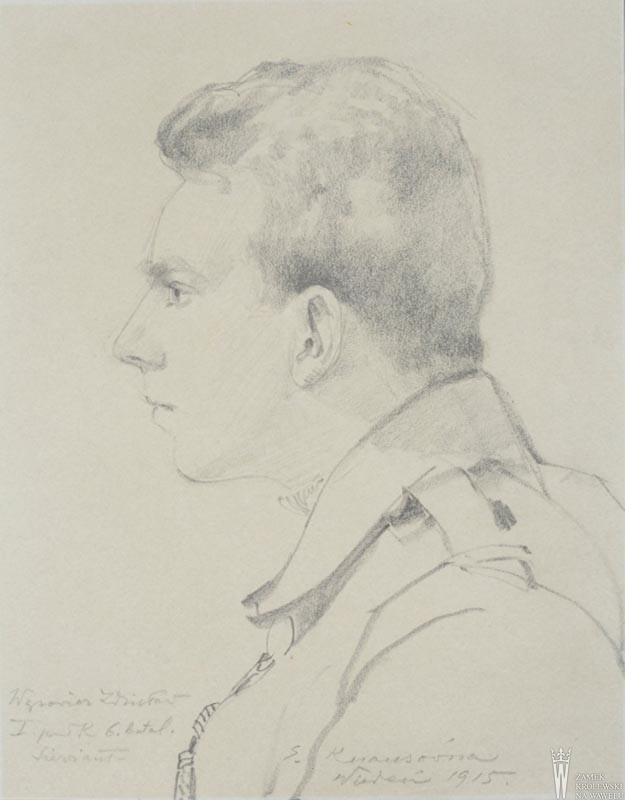
Portret sierżanta Zdzisława Wąsowicza, 1915